# Nikiski
Nikiski est une ville d'Alaska (CDP) aux États-Unis, appartenant au Borough de la péninsule de Kenai. Sa population était de 4 493 habitants en 2010.
Appelée aussi Port Nikiski ou Nikishka, elle est située sur la Péninsule Kenai à 14 km de Kenai, à proximité de la Sterling Highway
Les températures moyennes vont de −10 °C à −3 °C en janvier et de 7 °C à 18 °C en juillet.
C'est un territoire indien traditionnel. La croissance de la ville, à partir de 1940 est due à la découverte de pétrole sur la Péninsule Kenai où de nombreuses compagnies comme Chevron, Tesoro et ConocoPhillips se sont installées.

## Démographie
| 1980  | 1990  | 2000  | 2010  | - | - |
| ----- | ----- | ----- | ----- | - | - |
| 1 109 | 2 743 | 4 327 | 4 493 | - | - |